# Ornithoptera tithonus
Ornithoptera tithonus is een vlinder uit de familie van de pages (Papilionidae).

## Kenmerken
De spanwijdte van de vrouwtje is ongeveer 22 cm, terwijl de spanwijdte van de mannetjes slechts 16 cm is.

## Verspreiding en leefgebied
Deze vlindersoort is endemisch in het westelijk deel van Papoea-Nieuw-Guinea en enkele nabijgelegen eilanden, zoals Waigeo, Misool en Salawati in bossen op berghellingen tussen de 1000 en 2000 meter hoogte, maar ook op zeeniveau komt hij weleens voor.

## Bedreiging
Vanwege het kleine verspreidingsgebied is de vlinder zeer kwetsbaar, waardoor deze volgens de Indonesische wet wettelijk beschermd is.